# Allotrichoma dahli
Allotrichoma dahli är en tvåvingeart som beskrevs av Besovski 1966. Allotrichoma dahli ingår i släktet Allotrichoma och familjen vattenflugor.
Artens utbredningsområde är Bulgarien. Inga underarter finns listade i Catalogue of Life.